# Razdólnoye (Sochi, Krasnodar)
Razdólnoye (del ruso: Раздо́льное) es un seló del distrito de Josta de la unidad municipal de la ciudad de Sochi del krai de Krasnodar, en el sur de Rusia. Está situado a orillas del río Bzugú, 4 km al nordeste de Sochi y 173 km al sureste de Krasnodar, la capital del krai. Tenía 2 243 habitantes en 2010. Su principal nacionalidad es la armenia.
Es centro administrativo del ókrug rural Razdolski, al que pertenecen asimismo Bogushovka, Izmáilovka, Semiónovka, Progrés,  Krayevsko-Armiánskoye  y Verjóvskoye.

## Historia

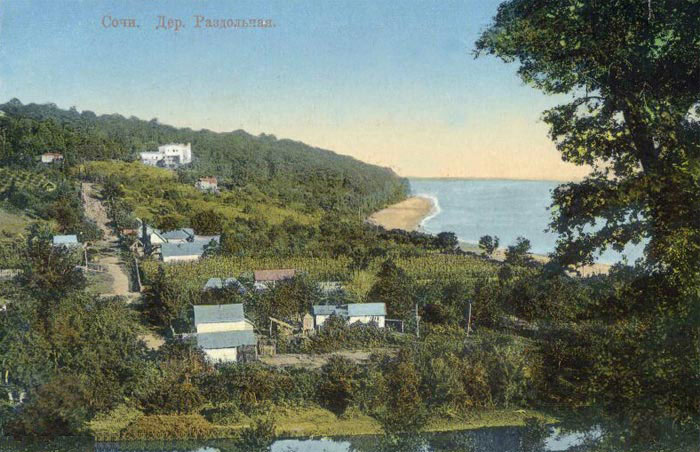
La localidad a principios del, en una fotografía de Serguéi Prokudin-Gorski.

La localidad fue fundada por colonos polacos y bielorrusos procedentes de las gubernias ucranianas del Imperio ruso de Podolia, Járkov, Kiev y otras. Hacia la década de 1890 llegaron aquí las primeras familias armenias desde el Imperio otomano. Pertenecía, como centro del volost Razdolenskói, al ókrug de Sochi de la gobernación de Chernomore desde 1896. Los habitantes de la localidad tomaron parte el 26 de enero de 1920 en una insurrección campesina verde, por lo que fue ocupada por las tropas verdes de Nikolái Voronovich el 1 de febrero de ese año. Al día siguiente fueron derrotados por las tropas blancas de Denikin en una batalla en el río Bzugú en su retirada de primavera.
En la primera mitad del siglo XX se hallaba aquí el koljós Budionni y una fábrica de tabaco.

## Transporte
La carretera federal M27 pasa al sur de la localidad. De cara a los Juegos Olímpicos de invierno de 2014, la población se ha conectado a una nueva vía rápida, que conecta la zona del río Agura con la del río Pshajé (constituyente del Mamaika), por el centro de la ciudad de Sochi.